# Alison Matthews
Alison Matthews é uma atriz e dubladora canadense. Fazendo dublagem, é mais conhecida por dar voz à Ezalia Joule em Gundam Seed e Toran em InuYasha, já como atriz, Matthews é conhecida por ter participado de Just Deal.

## Filmografia

### Televisão
- 2007 Battlestar Galactica como Allison Fallbrook
- 2007 The L Word como Betty
- 2007 Supernatural como Frannie
- 2004 Life as We Know It como Sra. Thorpe
- 2004 The Chris Isaak Show como Lisa Pettigrew
- 2004 Tru Calling como Marjorie
- 2002 Just Deal como Emily Gordan
- 2001 Night Visions como Dr. Martina Tyler
- 2000 The Immortal como Agt. Audrey Welles
- 2000 Stargate SG-1 como Brenna
- 1999 First Wave como Maya
- 1997 Millenium como Sandy Geiger
- 1996 The Outer Limits como Karen Dunn

### Dublagem
- 2004 InuYasha como Toran
- 2003 Gundam Seed como Ezalia Joule

### Cinema
- 1998 The Falling como Stellina